# Pterolabrella
Pterolabrella is een geslacht van uitgestorven weekdieren uit de klasse van de Gastropoda (slakken).

## Soorten
- Pterolabrella cingulata (Bartrum, 1919) †
- Pterolabrella gliscens (Marwick, 1965) †
- Pterolabrella hawera (Laws, 1940) †
- Pterolabrella lirata Maxwell, 1969 †